# خروج (فیلم ۲۰۰۰)
خروج (به انگلیسی: Exit) یک فیلم جنایی و دلهره‌آور فرانسوی به نویسندگی و کارگردانی الیویر مگاتن محصول سال ۲۰۰۰ است. در این فیلم الن رولس، پاتریک فونتانا، فئودور آتکین، سرژ بلومنتال، کلوتیلد کورو، مانوئل بلان و ژان میشل فته به ایفای نقش پرداخته‌اند. این فیلم در ۱۲ ژوئیه ۲۰۰۰ منتشر شد.

## داستان
استن، یک قاتل احتمالی روانی و تکراری، پس از ۵ سال حبس در پونتیاک، بیمارستان دیوانه‌های خطرناک آزاد می‌شود. به محض رفتن او، قتل‌ها از سر گرفته می‌شوند.